# Ugandapithecus
 Ugandapithecus  ist eine im Jahr 2000 von Brigitte Senut und Martin Pickford vorgeschlagene Bezeichnung für eine ausgestorbene Gattung der Primaten, die während des frühen und mittleren Miozäns in Afrika vorkam. Fossilien, die zu dieser Gattung gestellt wurden, sind rund 21 bis 14 Millionen Jahre alt. Die Abgrenzung von der bereits 1933 eingeführten Gattung Proconsul ist umstritten, die von der National Science Foundation geförderte Paleobiology Database führt die Gattung Ugandapithecus nur als „junior synonym“ von Proconsul.

## Namensgebung
Ugandapithecus ist ein Neologismus. Die Bezeichnung der Gattung ist abgeleitet vom Fundort einiger Fossilien in Uganda sowie vom griechischen Wort πίθηκος (altgriechisch ausgesprochen píthēkos: „Affe“). Ugandapithecus bedeutet somit sinngemäß „Affe aus Uganda“.

## Funde
Als Holotypus der Gattung und zugleich der Typusart Ugandapithecus major wurde von Senut und Pickford das Fossil BMNH M 16648 ausgewählt, bis dahin der Holotypus von Proconsul major. Dies hatte zur Folge, dass eine Vielzahl von Fossilien, die zuvor als Proconsul ausgewiesen waren, von Senut und Pickford nunmehr als Ugandapithecus bezeichnet wurden. Senut und Pickford selbst räumten 2009 ein, dass zahlreiche andere Forscher diese Umbenennungen ablehnen.
Beispielsweise verwendeten die Autoren der Erstbeschreibung von Chororapithecus die Gattungsbezeichnung Ugandapithecus im Jahr 2007 nur in Anführungszeichen, und 2009 wurden die bereits seit 1981 wissenschaftlich beschriebenen Fossilien vom Fundort Meswa Bridge, einer Grabungsstelle im Westen von Kenia, von Terry Harrison und Peter Andrews als Proconsul meswae benannt, da beide Autoren die Gattung Ugandapithecus nicht als gültig anerkannten.
In einer ausführlichen Erwiderung auf ihre Kritiker und nach Sichtung aller verfügbaren Fossilien von Proconsul bekräftigten Senut und Pickford 2009 jedoch ihre abweichenden Sortierungen und Benennungen der Fossilien und definierten folgende Arten der Gattung Ugandapithecus:
- Ugandapithecus meswae, 21,5 – 19 Mio. Jahre alt (statt: Proconsul meswae)
- Ugandapithecus legetetensis, 20 – 19 Mio. Jahre alt
- Ugandapithecus major, 19 – 18 Mio. Jahre alt (statt: Proconsul major)
- Ugandapithecus gitongai, ca. 14,5 Mio. Jahre alt (statt: Proconsul gitongai)[4]

Ugandapithecus legetetensis wurde als zusätzliche Art eingeführt, belegt durch den Holotypus KNM LG 452, einen Unterkiefer mit beidseitig erhaltenen Eckzähnen und Backenzähnen sowie durch weitere Fossilien von mehreren Fundorten in Kenia (darunter Legetet, worauf das Epitheton verweist). Der als Holotypus ausgewählte Unterkiefer war bis dahin von anderen Forschern Proconsul major zugeordnet gewesen. Der Gattung Proconsul verbleiben bei diesen Benennungsvorschlägen nur noch Proconsul africanus und Proconsul heseloni.
Senut und Pickford argumentierten 2009 ferner, dass es vermutlich eine evolutionäre Entwicklung innerhalb der Gattung Ugandapithecus gegeben habe, die vom relativ kleinen Ugandapithecus meswae über den mittelgroßen Ugandapithecus legetetensis zu Ugandapithecus major und schließlich zum relativ großen Ugandapithecus gitongai geführt habe. Von diesem führe möglicherweise eine verwandtschaftliche Linie zu Chororapithecus, Samburupithecus und Nakalipithecus. 2011 spekulierten sie aufgrund eines Ugandapithecus major zugeschriebenen Oberkiefers, diese Art stehe dem letzten gemeinsamen Vorfahren der Menschenaffen nahe.
Zwischen 2010 und 2020 wurden im Distrikt Napak in Norduganda zahlreiche weitere Fossilien geborgen: 93 Zähne, einige davon in Verbindung mit Fragmenten aus einem Ober- oder Unterkiefer. Die älteren Exemplare aus dem frühen Miozän wurden Ugandapithecus legetetensis und Ugandapithecus major zugeschrieben, die jüngeren aus dem mittleren Miozän wurden Afropithecus turkanensis zugeschrieben. In einer umfangreichen Übersichtsarbeit sahen sich Pickford und Senut aufgrund dieser zusätzlichen Funde in ihrer Auffassung bestätigt, dass die Merkmale insbesondere der Oberkieferzähne von Proconsul africanus (der Typusart von Proconsul) und der beiden Ugandapithecus-Arten sich hinreichend stark voneinander unterscheiden, sodass es angemessen sei, die Napak-Funde als Ugandapithecus von den am Victoriasee geborgenen Proconsul-africanus-Fossilien auf der Ebene der Gattung zu unterscheiden.

## Belege
1. ↑  Brigitte Senut, Martin Pickford et al.: A new genus of Early Miocene hominoid from East Africa: Ugandapithecus major (Le Gros Clark & Leakey, 1950). In: Les Comptes Rendus Palevol de l’Académie des Sciences de Paris. Band 331, 2000, S. 227–233
2. ↑  Eintrag Ugandapithecus in der Paleobiology Database
3. 1 2  Martin Pickford, Brigitte Senut et al.: Distinctiveness of Ugandapithecus from Proconsul. In: Estudios Geológicos. Band 65, Nr. 2, 2009, S. 183–241, doi:10.3989/egeol.39926.071, Volltext (PDF)
4. ↑  Martin Pickford, Brigitte Senut et al.: Revision of the Miocene Hominoidea from Moroto I and II, Uganda. In: Geo-Pal Uganda. Band 10, 2017, S. 1–32, Volltext.
5. ↑  Newly discovered fossil could represent first great apes. (Memento vom 25. August 2015 im Internet Archive) Im Original publiziert auf nature.com vom 3. August 2011 (mit Abb.). Wörtlich heißt es: „My gut feeling at the moment is that it’s not far from the ancestor of modern African apes and orangutans,“ Pickford says. „I’ve been waiting for about 30 years for this kind of discovery.“
6. ↑  Martin Pickford, Brigitte Senut, Dominique Gommery, Sarah Musalizi und Christopher Ssebuyungo: Descriptive catalogue of large ape dento-gnathic remains from the early and middle Miocene of Napak, Uganda: 2010–2020 collections. In: Geo-Pal Uganda. Band 17, 2020, S. 1–61.